# Przejście graniczne Szczecin-Goleniów
Przejście graniczne Szczecin-Goleniów – polskie lotnicze przejście graniczne położone w województwie zachodniopomorskim, w powiecie goleniowskim, w gminie Goleniów, na terenie Międzynarodowego Portu Lotniczego Szczecin-Goleniów im. NSZZ „Solidarność”, w pobliżu wsi Glewice, 46 km na północny wschód od centrum Szczecina.

## Opis przejścia granicznego
Przejście graniczne Szczecin-Goleniów ustanowione została 30 października 1995 roku , a powstało wraz z momentem otwarcia międzynarodowych połączeń lotniczych, kiedy to lotnisko Szczecin-Goleniów uzyskało status międzynarodowego portu lotniczego, w którym dopuszczony został ruch osobowy i towarowy. Jest to przejście graniczne lotnicze ogólnodostępne . Odprawę graniczną do 15 maja 1991 roku wykonywały organa Wojsk Ochrony Pogranicza, a od 16 maja 1991 roku Straży Granicznej. Obsługiwane było kolejno przez  graniczną placówkę kontrolną w Szczecinie-Porcie, od 24 sierpnia 2005 roku placówkę Straży Granicznej w Szczecinie-Porcie, od 30 września 2006 roku placówkę SG w Szczecinie-Goleniowie, a od 1 października 2013 roku placówkę SG w Szczecinie. Natomiast kontrolę celną wykonują organa Służby Celno-Skarbowej, tj. Oddział Celny Osobowy Port Lotniczy Szczecin-Goleniów.

## Zasięg terytorialny
Zasięg terytorialny lotniczego przejścia granicznego Szczecin-Goleniów w której dokonuje się kontroli granicznej i kontroli bezpieczeństwa osób, bagaży, towarów i statków powietrznych ustala właściwy miejscowo wojewoda w porozumieniu z zarządzającym lotniskiem oraz właściwym komendantem oddziału Straży Granicznej, a w przypadku gdy w przejściu tym wykonywane są czynności w ramach dozoru celnego także z właściwym dyrektorem izby administracji skarbowej . W przypadku gdy w lotniczym przejściu granicznym wykonywana jest graniczna kontrola weterynaryjna, właściwy miejscowo wojewoda ustala strefy lotniska o których wyżej mowa, także w porozumieniu z granicznym lekarzem weterynarii .